# アナトリー・チャジロフ
アナトリー・ステパノヴィチ・チャジロフ（ロシア語: Анатолий Степанович Тяжлов、Anatolii Stepanovich Tyazhlov、1942年10月11日 - 2008年7月28日）は、ロシアの政治家。1991年から2000年までモスクワ州知事を務めた。このほか1993年から1999年までロシア連邦議会上院連邦会議議員（2期）、1995年から1999年まで下院国家会議議員（1期、「祖国（オッチズナ）」所属）を歴任した。

## 初期の経歴・建設業
チェリャビンスク州コペイスクに生まれる。政界に入る前は建設業界にいた。1959年から組立工、煉瓦積み職人としてコペイスクの建設企業合同「コペイスクウゴル」やオレンブルク、モスクワの建設企業合同で働いた。1964年チェリャビンスク工科大学を卒業する。1965年「チェリャブグラシダンストロイ」鉄筋コンクリート工場に勤務する。現場主任、技師、技師長、部門長を歴任し、オレンブルク工場技師長となる。1969年住宅建設コンビナート「オレクヴォ・ズエフストゴ」技師長、建設工場「エゴレフストゴ」技師長。1973年からモスクワに移り、1982年まで建設企業合同グラブモスブリストイPSMO-9工場技師長、企業合同マネージャー、技術局長を経て、1982年から1990年までPSMO-9企業長、グラブモスブリストイ副企業長、モスオブリストロイコミテータ第一副議長、国家製造協会「モスオブリストロイマテリアリイ」議長を歴任した。

## 政治的経歴
1990年から1991年モスクワ州ソビエト議長。ソ連8月クーデターの失敗後、1991年10月モスクワ州行政長官（知事に相当）に任命される。1995年12月30日モスクワ州知事選挙に立候補し当選する。ノーメンクラツーラからの転進、建設業での経歴から大統領であったボリス・エリツィンと政治的に近く、ヴィクトル・チェルノムイルジン首相、ユーリ・ルシコフ・モスクワ市長とも親しかった。また、モスクワ市とモスクワ州の一体的な発展という視点を支持していた。1992年にはロシア知事同盟（全国知事会に相当）議長に選ばれている。
1993年新憲法が制定され新たに二院制のロシア連邦議会が発足すると、チャジロフは上院議員に選出される。第一期議会では連邦問題・連邦条約・地域政策委員会に所属した。1995年上院議員に再選され、1996年からの第二期議会ではCIS（独立国家共同体）問題委員会に所属した。また、チェルノムイルジン首相を代表とする大統領与党「我が家ロシア」が結成されると、これに参加し、幹部会である評議会と監査委員会メンバーに就任した。しかし、1999年12月19日知事選挙では第一回投票で5位（得票率13パーセント）に終わり、結局、ボリス・グロモフ大将（元ソ連第一内務次官）が知事に選出された。グロモフへの候補者の差し替えは、翌年に大統領選挙を控え、要衝であるモスクワ州を政権側で抑える必要性があったためとされる。
知事を辞したチャジロフは1999年下院選挙で祖国・全ロシアモスクワ支部長となり、同党から立候補し当選する。
2008年7月28日に死去。66歳。